# Naucleopsis caloneura
Naucleopsis caloneura är en mullbärsväxtart som först beskrevs av Huber, och fick sitt nu gällande namn av Adolpho Ducke. Naucleopsis caloneura ingår i släktet Naucleopsis och familjen mullbärsväxter. Inga underarter finns listade i Catalogue of Life.